# 厦铺镇
厦铺镇是中国湖北省咸寧市通山县下辖的一个镇，过去是一个区，是富水河的发源地，四都河和五都河汇流成为厦铺河。厦铺周圍有城山和北山。

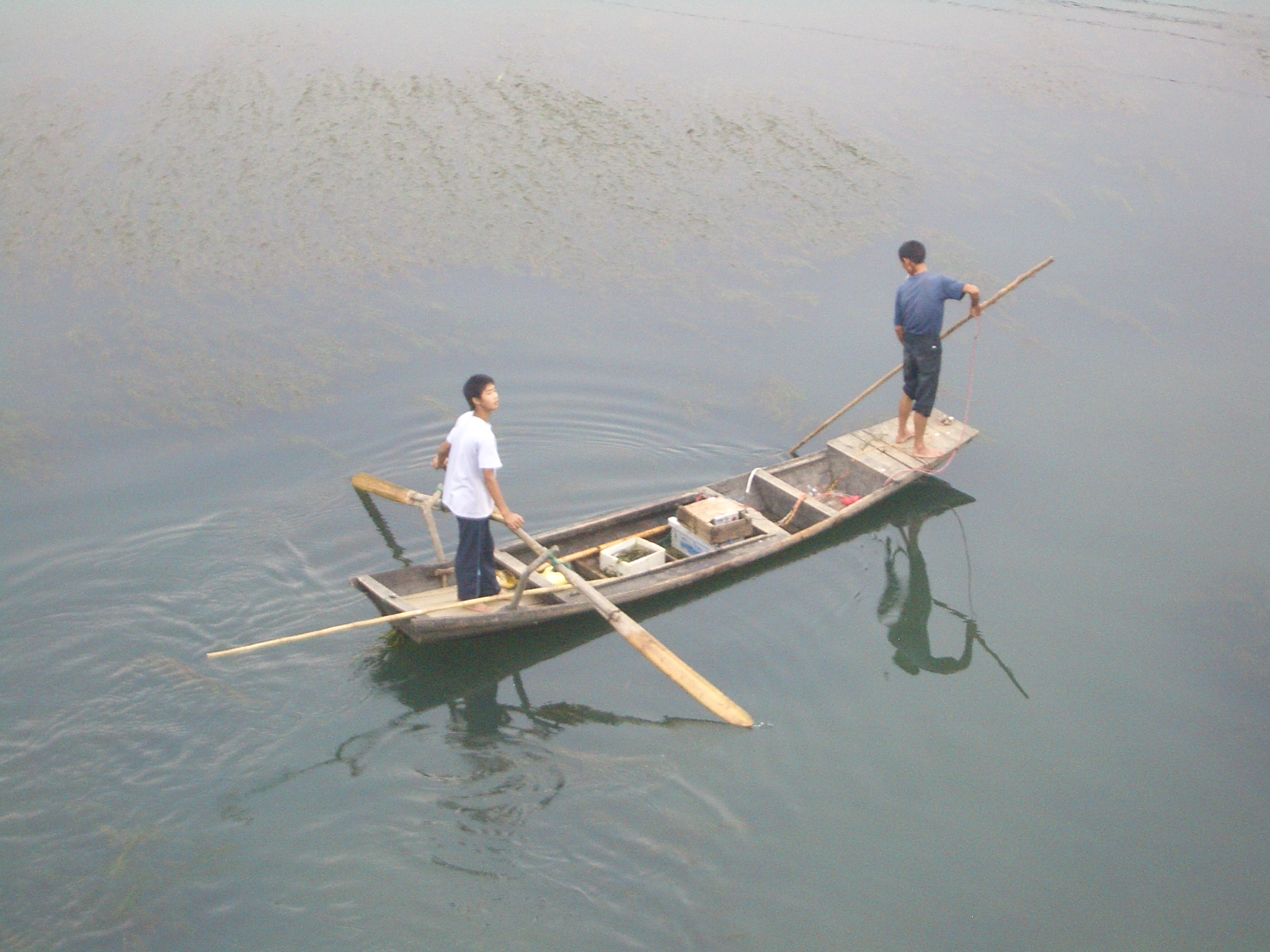
富水河上的船

## 行政区划
下辖以下地区：
厦铺社区、厦铺村、桥口村、双河村、竹林村、花纹村、西湖村、藕塘村、瓜坪村、青山村、西隅村、黄荆村、冷水坪村、三宝村、宋家村、林上村和北山村。